# Hideki Kamiya
Hideki Kamiya (神谷 英樹, Kamiya Hideki) (Matsumoto, 19 december 1970) is een Japans producent en ontwerper van computerspellen. Hij is senior vice-president bij PlatinumGames.

## Carrière
Kamiya startte zijn carrière in 1994 bij spelproducent Capcom. Hier werkte hij aan de speltitels Resident Evil 2, Devil May Cry, Viewtiful Joe en Okami. Tussen 2004 en 2006 werkte hij kortstondig voor Clover Studio, een dochterbedrijf.
Kamiya verliet Capcom in 2006 en richtte samen met zijn collega's spelbedrijf PlatinumGames op. Hier werkte hij als hoofdontwerper aan speltitels als Bayonetta en The Wonderful 101.
Vanaf 2016 werd bekendgemaakt dat werd Kamiya werd gepromoveerd tot uitvoerend directeur en korte tijd later tot senior vice-president bij PlatinumGames.

## Werken
- Resident Evil (1996) - planning
- Resident Evil 2 (1998) - regie
- Devil May Cry (2001) - regie, script
- Resident Evil Zero (2002) - spelontwerp
- Viewtiful Joe (2003) - regie
- Okami (2006) - regie, script
- Bayonetta (2009) - regie, script
- The Wonderful 101 (2013) - regie, script
- Bayonetta 2 (2014) - script, supervisie
- Astral Chain (2019) - supervisie
- World of Demons (2021) -  supervisie
- Sol Cresta (2021) - creatief directeur, script
- Bayonetta 3 (2022) -  uitvoerend directeur

## Twitter
Kamiya kreeg op Twitter een reputatie voor het gretig blokkeren van gebruikers die ondoordachte vragen in het Engels stelden. Kamiya stelde een aantal regels op, waarbij ieder die deze overtrad onmiddellijk een blokkade kreeg. Dit leidde tot een inside joke bij zijn fans.